# Аппер-Міффлін Тауншип (округ Камберленд, Пенсільванія)
Аппер-Міффлін Тауншип (англ. Upper Mifflin Township) — селище (англ. township) в США, в окрузі Камберленд штату Пенсільванія. Населення — 1319 осіб (2020).

## Демографія
Згідно з переписом 2010 року, у селищі мешкали 1304 особи в 477 домогосподарствах у складі 389 родин. Було 500 помешкань
Расовий склад населення:
| - 98,3 % — білих - 0,3 % — чорних або афроамериканців - 0,2 % — азіатів |

До двох чи більше рас належало 1,1 %. Частка іспаномовних становила 0,9 % від усіх жителів.
За віковим діапазоном населення розподілялося таким чином: 25,4 % — особи молодші 18 років, 62,2 % — особи у віці 18—64 років, 12,4 % — особи у віці 65 років та старші. Медіана віку мешканця становила 41,3 року. На 100 осіб жіночої статі у селищі припадало 105,7 чоловіків;  на 100 жінок у віці від 18 років та старших — 102,7 чоловіків також старших 18 років.
Середній дохід на одне домашнє господарство  становив 67 805 доларів США (медіана — 56 471), а середній дохід на одну сім'ю — 69 520 доларів (медіана — 60 368). Медіана доходів становила 43 924 долари для чоловіків та 30 729 доларів для жінок. За межею бідності перебувало 8,6 % осіб, у тому числі 16,5 % дітей у віці до 18 років та 5,8 % осіб у віці 65 років та старших.
Цивільне працевлаштоване населення становило 712 осіб. Основні галузі зайнятості: освіта, охорона здоров'я та соціальна допомога — 20,2 %, виробництво — 18,5 %, роздрібна торгівля — 14,5 %, будівництво — 13,6 %.